# غرايم ارتشر
غرايم ارتشر (26 سبتمبر 1970 في المملكة المتحدة - ) (بالإنجليزية: Graeme Archer)‏ هو لاعب كريكت بريطاني. لعب مع نادي مقاطعة نوتنغهامشير للكريكت ‏ ونادي مقاطعة ستافوردشاير للكريكت ‏.

## وصلات خارجية
- غرايم ارتشر على موقع إي آس بي آن كريك إنفو (الإنجليزية)